# KNVB-Pokal 1975/76
Der KNVB-Pokal 1975/76 war die 58. Auflage des niederländischen Fußball-Pokalwettbewerbs. Er begann am 6. September 1975 mit der ersten Runde, an der nur Amateurmannschaften und Vereine der Eerste Divisie teilnahmen. Ab der zweiten Runde kamen die Mannschaften der Eredivisie hinzu.
Pokalsieger wurde PSV Eindhoven durch den 1:0-Finalsieg gegen Roda JC Kerkrade. Da der PSV auch nationaler Meister wurde, nahm der unterlegene Finalist am Europapokal der Pokalsieger teil.

## 1. Runde
Die erste Runde fand am 6. und 7. September 1975 mit neun Vereinen aus dem Amateurbereich und den 19 Vertretern der Eerste Divisie statt.
| Datum      |                         | Ergebnis              |                    |
| ---------- | ----------------------- | --------------------- | ------------------ |
| 06.09.1975 | SC Amersfoort           | 2:2 n. V. (2:1 i. E.) | VV DOVO            |
| 06.09.1975 | VV Emmen                | 2:1                   | FC Groningen       |
| 06.09.1975 | VV Noordwijk            | 0:3                   | HFC Haarlem        |
| 07.09.1975 | VV Spijkenisse          | 1:2 n. V.             | FC Dordrecht       |
| 07.09.1975 | Haarlemse FC EDO        | 1:1 n. V. (3:5 i. E.) | FC Vlaardingen '74 |
| 07.09.1975 | FC Den Bosch ʼ67        | 0:0 n. V. (4:2 i. E.) | Willem II Tilburg  |
| 07.09.1975 | Fortuna SC Sittard      | 3:5 n. V.             | SC Veendam         |
| 07.09.1975 | VV Heerenveen           | 0:2                   | PEC Zwolle         |
| 07.09.1975 | Helmond Sport           | 3:1                   | Vitesse Arnhem     |
| 07.09.1975 | RKSV Rood Wit Amsterdam | 2:2 n. V. (0:3 i. E.) | WVV Wageningen     |
| 07.09.1975 | SC Cambuur              | 2:2 n. V. (3:4 i. E.) | VVV-Venlo          |
| 07.09.1975 | SC Heracles Almelo '74  | 8:0                   | HVV Helmond        |
| 07.09.1975 | SVV Schiedam            | 2:0 n. V.             | RBC Roosendaal     |
| 07.09.1975 | RKSV Volendam           | 1:3                   | VV Rheden          |

## 2. Runde
Die zweite Runde fand am 11. und 12. November 1975 statt. In dieser Runde stiegen die 18 Mannschaften der Eredivisie in den Wettbewerb ein.
| Datum      |                          | Ergebnis              |                        |
| ---------- | ------------------------ | --------------------- | ---------------------- |
| 11.10.1975 | Go Ahead Eagles Deventer | 2:0                   | VVV-Venlo              |
| 11.10.1975 | Sparta Rotterdam         | 1:2                   | FC Amsterdam           |
| 11.10.1975 | PSV Eindhoven            | 3:1                   | NAC Breda              |
| 12.10.1975 | BV De Graafschap         | 3:1                   | VV Rheden              |
| 12.10.1975 | VV Eindhoven             | 2:0                   | Excelsior Rotterdam    |
| 12.10.1975 | FC Den Bosch ʼ67         | 0:0 n. V. (4:5 i. E.) | HFC Haarlem            |
| 12.10.1975 | FC Den Haag ADO          | 6:0                   | VV Emmen               |
| 12.10.1975 | FC Dordrecht             | 0:1                   | PEC Zwolle             |
| 12.10.1975 | FC Twente '65            | 9:2                   | FC Utrecht             |
| 12.10.1975 | FC Vlaardingen '74       | 1:4                   | SC Telstar 1963        |
| 12.10.1975 | Feyenoord Rotterdam      | 5:0                   | SC Veendam             |
| 12.10.1975 | MVV Maastricht           | 0:1                   | AZ '67 Alkmaar         |
| 12.10.1975 | NEC Nijmegen             | 1:3                   | Ajax Amsterdam         |
| 12.10.1975 | Roda JC Kerkrade         | 4:1                   | SC Amersfoort          |
| 12.10.1975 | SVV Schiedam             | 3:1 n. V.             | SC Heracles Almelo '74 |
| 12.10.1975 | WVV Wageningen           | 3:0                   | Helmond Sport          |

## 3. Runde
| Datum      |                          | Ergebnis              |                     |
| ---------- | ------------------------ | --------------------- | ------------------- |
| 07.12.1975 | AZ '67 Alkmaar           | 2:0                   | FC Twente '65       |
| 07.12.1975 | BV De Graafschap         | 4:0                   | HFC Haarlem         |
| 07.12.1975 | VV Eindhoven             | 4:1 n. V.             | WVV Wageningen      |
| 07.12.1975 | FC Amsterdam             | 1:3                   | Ajax Amsterdam      |
| 07.12.1975 | Go Ahead Eagles Deventer | 1:1 n. V. (4:5 i. E.) | Feyenoord Rotterdam |
| 07.12.1975 | PSV Eindhoven            | 3:2                   | FC Den Haag ADO     |
| 07.12.1975 | Roda JC Kerkrade         | 2:1                   | SC Telstar 1963     |
| 07.12.1975 | SVV Schiedam             | 0:2                   | PEC Zwolle          |

## Finalrunden
| Viertelfinale 25. und 29. Februar 1976 | Viertelfinale 25. und 29. Februar 1976 | Viertelfinale 25. und 29. Februar 1976 |               |      | Halbfinale 10. März 1976 | Halbfinale 10. März 1976 | Halbfinale 10. März 1976 |  |  | Finale, 7. April 1976 in Rotterdam | Finale, 7. April 1976 in Rotterdam | Finale, 7. April 1976 in Rotterdam |
|                                        |                                        |                                        |               |      |                          |                          |                          |  |  |                                    |                                    |                                    |
|                                        | PSV Eindhoven                          | 8                                      |               |      |                          |                          |                          |  |  |                                    |                                    |                                    |
|                                        | BV De Graafschap                       | 1                                      |               |      |                          |                          |                          |  |  |                                    |                                    |                                    |
|                                        | BV De Graafschap                       | 1                                      | PSV Eindhoven | 8    |                          |                          |                          |  |  |                                    |                                    |                                    |
|                                        |                                        |                                        | PSV Eindhoven | 8    |                          |                          |                          |  |  |                                    |                                    |                                    |
|                                        |                                        | VV Eindhoven                           | 1             |      |                          |                          |                          |  |  |                                    |                                    |                                    |
|                                        | VV Eindhoven                           | VV Eindhoven                           | 1             | 2    |                          |                          |                          |  |  |                                    |                                    |                                    |
|                                        |                                        |                                        |               | 2    |                          |                          |                          |  |  |                                    |                                    |                                    |
|                                        | AZ '67 Alkmaar                         | 0                                      |               |      |                          |                          |                          |  |  |                                    |                                    |                                    |
|                                        | AZ '67 Alkmaar                         | 0                                      | PSV Eindhoven | 1 n. |                          |                          |                          |  |  |                                    |                                    |                                    |
|                                        |                                        |                                        |               | 1 n. |                          |                          |                          |  |  |                                    |                                    |                                    |
|                                        |                                        | Roda JC Kerkrade                       | 0 V.          |      |                          |                          |                          |  |  |                                    |                                    |                                    |
|                                        | PEC Zwolle                             | Roda JC Kerkrade                       | 0 V.          | 3    |                          |                          |                          |  |  |                                    |                                    |                                    |
|                                        |                                        |                                        |               | 3    |                          |                          |                          |  |  |                                    |                                    |                                    |
|                                        | Ajax Amsterdam                         | 0                                      |               |      |                          |                          |                          |  |  |                                    |                                    |                                    |
|                                        | Ajax Amsterdam                         | 0                                      | PEC Zwolle    | 0    |                          |                          |                          |  |  |                                    |                                    |                                    |
|                                        |                                        |                                        | PEC Zwolle    | 0    |                          |                          |                          |  |  |                                    |                                    |                                    |
|                                        |                                        | Roda JC Kerkrade                       | 1             |      |                          |                          |                          |  |  |                                    |                                    |                                    |
|                                        | Roda JC Kerkrade                       | Roda JC Kerkrade                       | 1             | 3 n. |                          |                          |                          |  |  |                                    |                                    |                                    |
|                                        |                                        |                                        |               | 3 n. |                          |                          |                          |  |  |                                    |                                    |                                    |
|                                        | Feyenoord Rotterdam                    | 2 V.                                   |               |      |                          |                          |                          |  |  |                                    |                                    |                                    |

## Viertelfinale
| Datum      |                  | Ergebnis  |                     |
| ---------- | ---------------- | --------- | ------------------- |
| 25.02.1976 | PSV Eindhoven    | 8:1       | BV De Graafschap    |
| 25.02.1976 | Roda JC Kerkrade | 3:2 n. V. | Feyenoord Rotterdam |
| 29.02.1976 | VV Eindhoven     | 2:0       | AZ '67 Alkmaar      |
| 29.02.1976 | PEC Zwolle       | 3:0       | Ajax Amsterdam      |

## Halbfinale
| Datum      |                  | Ergebnis |               |
| ---------- | ---------------- | -------- | ------------- |
| 10.03.1976 | VV Eindhoven     | 1:8      | PSV Eindhoven |
| 10.03.1976 | Roda JC Kerkrade | 1:0      | PEC Zwolle    |

## Finale
| PSV Eindhoven                                  | PSV Eindhoven | Roda JC Kerkrade | Roda JC Kerkrade |
| ---------------------------------------------- | --- | --- | ---------------- |
| PSV Eindhoven                                  | \| 7. April 1976 in Rotterdam (Feyenoord-Stadion) \| \| Ergebnis: 1:0 n. V. \| \| Zuschauer: 32.760 \| \| Schiedsrichter: Henk Pijper \| \| Spielbericht \|                                                                                                   | \| 7. April 1976 in Rotterdam (Feyenoord-Stadion) \| \| Ergebnis: 1:0 n. V. \| \| Zuschauer: 32.760 \| \| Schiedsrichter: Henk Pijper \| \| Spielbericht \|                                                                            | Roda JC Kerkrade |
| PSV Eindhoven                                  | Jan van Beveren – Huub Stevens, Gerrie Deijkers, Adrie van Kraay, Kees Krijgh – Willy van de Kerkhof (71. Nick Deacy), Jan Poortvliet, Willy van der Kuijlen – René van de Kerkhof, Ralf Edström, Peter Dahlqvist (46. Harry Lubse) Cheftrainer: Kees Rijvers | Bram Geilman – John Pfeiffer (90. Jo Körver), Sjef Blatter, Sten Ziegler, Peter de Wit – Dick Advocaat , André Broeks, John Meuser – Gerard van der Lem, Dick Nanninga, Pierre Vermeulen (68. Johan Toonstra) Cheftrainer: Bert Jacobs | Roda JC Kerkrade |
| PSV Eindhoven                                  | 1:0 Ralf Edström (102.) | | Roda JC Kerkrade |
| 7. April 1976 in Rotterdam (Feyenoord-Stadion) | | |                  |
| Ergebnis: 1:0 n. V.                            | | |                  |
| Zuschauer: 32.760                              | | |                  |
| Schiedsrichter: Henk Pijper                    | | |                  |
| Spielbericht                                   | | |                  |